# James Bell (attore)
James Harlee Bell (Suffolk, 1º dicembre 1891 – Kents Store, 26 ottobre 1973) è stato un attore statunitense.

## Biografia
Nato a Suffolk, in Virginia, nel 1891, cominciò a recitare per il cinema negli anni trenta, già quarantenne. Attore caratterista, interpretò spesso ruoli autorevoli, come quello dello sceriffo o del giudice. Dai primi anni cinquanta fino a metà degli anni sessanta, apparve regolarmente in televisione, prendendo parte a numerose serie tv, alcune delle quali veri capisaldi dell'intrattenimento televisivo dell'epoca, come Scacco matto, Perry Mason, Dottor Kildare e i western Bonanza, Carovane verso il west, Il virginiano.
Sposato all'attrice Joyce Arling, morì il 26 ottobre 1973 a Kents Store, in Virginia.

## Filmografia

### Cinema
- Io sono un evaso (I Am a Fugitive from a Chain Gang), regia di Mervyn LeRoy (1932)
- The Monkey's Paw, regia di Wesley Ruggles e Ernest B. Schoedsack (1933)
- The King's Vacation, regia di John G. Adolfi (1933)
- Infernal Machine, regia di Marcel Varnel (1933)
- Private Detective 62, regia di Michael Curtiz (1933)
- Temporale all'alba (Storm at Daybreak), regia di Richard Boleslawski (1933)
- Day of Reckoning, regia di Charles Brabin (1933)
- L'inferno verde (White Woman), regia di Stuart Walker (1933)
- Student Tour, regia di Charles Reisner (1934)
- I lancieri del Bengala (The Lives of a Bengal Lancer), regia di Henry Hathaway (1935)
- La taverna dell'allegria (Holiday Inn), regia di Mark Sandrich (1942)
- Ho camminato con uno zombi (I Walked with a Zombie), regia di Jacques Tourneur (1943)
- L'uomo leopardo (The Leopard Man), regia di Jacques Tourneur (1943)
- Flicka (My Friend Flicka), regia di Harold D. Schuster (1943)
- Sorelle in armi (So Proudly We Hail!), regia di Mark Sandrich (1943)
- Viaggio per la libertà (Gangway for Tomorrow), regia di John H. Auer (1943)
- Hotel Mocambo (Step Lively), regia di Tim Whelan (1944)
- I Love a Soldier, regia di Mark Sandrich (1944)
- Il figlio del fulmine (Thunderhead - Son of Flicka), regia di Louis King (1945)
- Sangue sul sole (Blood on the Sun), regia di Frank Lloyd (1945)
- The Girl of the Limberlost, regia di Mel Ferrer (1945)
- La scala a chiocciola (The Spiral Staircase), regia di Robert Siodmak (1945)
- The Unknown, regia di Henry Levin (1946)
- Solo chi cade può risorgere (Dead Reckoning), regia di John Cromwell (1947)
- Per tutta la vita (Blind Spot), regia di Robert Gordon (1947)
- Il mare d'erba (The Sea of Grass), regia di Elia Kazan (1947)
- The Millerson Case, regia di George Archainbaud (1947)
- Forza bruta (Brute Force), regia di Jules Dassin (1947)
- La cavalcata del terrore (The Romance of Rosy Ridge), regia di Roy Rowland (1947)
- Philo Vance's Secret Mission, regia di Reginald Le Borg (1947)
- Fiore selvaggio (Driftwood), regia di Allan Dwan (1947)
- Pugno di ferro (Killer McCoy), regia di Roy Rowland (1947)
- I, Jane Doe, regia di John H. Auer (1948)
- Black Eagle, regia di Robert Gordon (1948)
- Il verdetto (Sealed Verdict), regia di Lewis Allen (1948)
- I cavalieri dell'onore (Streets of Laredo), regia di Leslie Fenton (1949)
- Donne di frontiera (Roughshod), regia di Mark Robson (1949)
- Venticinque minuti con la morte (Dial 1119), regia di Gerald Mayer (1950)
- N.N. vigilata speciale (The Company She Keeps), regia di John Cromwell (1951)
- Buckaroo Sheriff of Texas, regia di Philip Ford (1951)
- The Dakota Kid, regia di Philip Ford (1951)
- I diavoli alati (Flying Leathernecks), regia di Nicholas Ray (1951)
- Arizona Manhunt, regia di Fred C. Brannon (1951)
- La montagna dei sette falchi (Red Mountain), regia di William Dieterle (1951)
- Sposa di guerra giapponese (Japanese War Bride), regia di King Vidor (1952)
- Wild Horse Ambush, regia di Fred C. Brannon (1952)
- La valle dei bruti (Ride the Man Down), regia di Joseph Kane (1952)
- La ninfa degli antipodi (Million Dollar Mermaid), regia di Mervyn LeRoy (1952)
- Il territorio dei fuorilegge (Hannah Lee: An American Primitive), regia di Lee Garmes, John Ireland (1953)
- L'ultima resistenza (The Last Posse), regia di Alfred L. Werker (1953)
- L'inferno di Yuma (Devil's Canyon), regia di Alfred L. Werker (1953)
- I fratelli senza paura (All the Brothers Were Valiant), regia di Richard Thorpe (1953)
- La città spenta (Crime Wave), regia di André De Toth (1953)
- La storia di Glenn Miller (The Glenn Miller Story), regia di Anthony Mann (1954)
- L'assedio di fuoco (Riding Shotgun), regia di André De Toth (1954)
- Addio signora Leslie (About Mrs. Leslie), regia di Daniel Mann (1954)
- Pioggia di piombo (Black Tuesday), regia di Hugo Fregonese (1954)
- Aquile nell'infinito (Strategic Air Command), regia di Anthony Mann (1955)
- Marty - Vita di un timido (Marty), regia di Delbert Mann (1955)
- Lay That Rifle Down, regia di Charles Lamont (1955)
- Sogno d'amore (Sincerely Yours), regia di Gordon Douglas (1955)
- La bestia (Teen-Age Crime Wave), regia di Fred F. Sears (1955)
- I dominatori di Fort Ralston (Texas Lady), regia di Tim Whelan (1955)
- I senza Dio (A Lawless Street), regia di Joseph H. Lewis (1955)
- La legge del capestro (Tribute to a Bad Man), regia di Robert Wise (1956)
- L'ovest selvaggio (A Day of Fury), regia di Harmon Jones (1956)
- Huk! il grido che uccide (Huk!), regia di John Barnwell (1956)
- La vita oltre la vita (The Search for Bridey Murphy), regia di Noel Langley (1956)
- Quattro ragazze in gamba (Four Girls in Town), regia di Jack Sher (1957)
- L'uomo solitario (The Lonely Man), regia di Henry Levin (1957)
- Back from the Dead, regia di Charles Marquis Warren (1957)
- Johnny Trouble, regia di John H. Auer (1957)
- Il segno della legge (The Tin Star), regia di Anthony Mann (1957)
- In amore e in guerra (In Love and War), regia di Philip Dunne (1958)
- L'agguato (The Trap), regia di Norman Panama (1959)
- I conquistatori dell'Oregon (The Oregon Trail), regia di Gene Fowler Jr. (1959)
- -30-, regia di Jack Webb (1959)
- La squadra infernale (Posse from Hell), regia di Herbert Coleman (1961)
- Un pugno di fango (Claudelle Inglish), regia di Gordon Douglas (1961)
- La notte del delitto (Twilight of Honor), regia di Boris Sagal (1963)
- Quando l'amore se n'è andato (Where Love Has Gone), regia di Edward Dmytryk (1964)

### Televisione
- Stars Over Hollywood – serie TV, episodio 1x19 (1951)
- Wild Bill Hickok (The Adventures of Wild Bill Hickok) – serie TV, episodio 3x14 (1952-1953)
- Chevron Theatre – serie TV, episodio 2x01 (1953)
- Squadra mobile (Racket Squad) – serie TV, episodi 2x18-3x32 (1952)
- Waterfront – serie TV, episodio 1x25 (1954)
- Mayor of the Town – serie TV, episodio 1x29 (1954)
- Dragnet – serie TV, episodi 3x32-3x35 (1954)
- Your Favorite Story – serie TV, 1 episodio (1954)
- Schlitz Playhouse of Stars – serie TV, episodi 4x02-4x10 (1954)
- Letter to Loretta – serie TV, episodio 2x13 (1954)
- Climax! – serie TV, episodio 1x07 (1954)
- The Star and the Story – serie TV, episodio 1x02 (1955)
- The Man Behind the Badge – serie TV, episodio 2x12 (1955)
- I segreti della metropoli (Big Town) – serie TV, episodio 5x29 (1955)
- TV Reader's Digest – serie TV, episodio 1x16 (1955)
- Cavalcade of America – serie TV, episodio 4x07 (1955)
- The 20th Century-Fox Hour – serie TV, episodio 1x07 (1955)
- The Ford Television Theatre – serie TV, 4 episodi (1954-1956)
- Screen Directors Playhouse – serie TV, episodio 1x29 (1956)
- Matinee Theatre – serie TV, episodi 1x51-1x101-1x181 (1956)
- Combat Sergeant – serie TV, episodio 1x04 (1956)
- The Millionaire – serie TV, episodi 1x18-3x21 (1955-1957)
- Wire Service – serie TV, episodio 1x36 (1957)
- The Lineup – serie TV, episodi 1x19-4x01 (1955-1957)
- I racconti del West (Dick Powell's Zane Grey Theater) – serie TV, episodio 2x15 (1958)
- Avventure in elicottero (Whirlybirds) – serie TV, episodi 1x01-2x07 (1957-1958)
- Ricercato vivo o morto (Wanted: Dead or Alive) – serie TV, episodio 1x16 (1958)
- Mike Hammer – serie TV, episodio 2x06 (1959)
- Man with a Camera – serie TV, episodio 1x13 (1959)
- Lawman – serie TV, episodio 1x15 (1959)
- Alcoa Theatre – serie TV, episodio 2x08 (1959)
- The Texan – serie TV, episodio 1x18 (1959)
- Tales of Wells Fargo – serie TV, episodi 1x02-3x20 (1957-1959)
- The Donna Reed Show – serie TV, episodio 1x33 (1959)
- State Trooper – serie TV, episodio 3x21 (1959)
- Markham – serie TV, episodio 1x10 (1959)
- Westinghouse Desilu Playhouse – serie TV, episodio 1x25 (1959)
- Il tenente Ballinger (M Squad) – serie TV, episodio 3x01 (1959)
- Dennis the Menace – serie TV, episodio 1x04 (1959)
- Lassie – serie TV, episodi 1x05-6x15 (1954-1959)
- Cheyenne – serie TV, episodio 4x09 (1960)
- Laramie – serie TV, episodio 1x24 (1960)
- Sugarfoot – serie TV, episodio 3x14 (1960)
- Death Valley Days – serie TV, episodio 8x25 (1960)
- I detectives (The Detectives) – serie TV, episodio 1x25 (1960)
- General Electric Theater – serie TV, episodi 7x11-8x27 (1958-1960)
- Colt .45 – serie TV, episodio 3x18 (1960)
- Shotgun Slade – serie TV, episodio 1x27 (1960)
- Playhouse 90 – serie TV, episodio 4x16 (1960)
- Tightrope – serie TV, episodio 1x33 (1960)
- The Deputy – serie TV, episodio 1x33 (1960)
- Alfred Hitchcock presenta (Alfred Hitchcock Presents) – serie TV, episodio 5x37 (1960)
- Scacco matto (Checkmate) – serie TV, episodio 1x01 (1960)
- Perry Mason – serie TV, 4 episodi (1958-1960)
- Kraft Mystery Theater – serie TV, episodio 2x05 (1962)
- Bonanza – serie TV, episodio 4x14 (1962)
- Have Gun - Will Travel – serie TV, episodi 3x38-6x18 (1960-1963)
- Carovane verso il West (Wagon Train) – serie TV, episodi 2x28-3x34-6x19 (1959-1963)
- Dottor Kildare (Dr. Kildare) – serie TV, episodio 2x19 (1963)
- Il virginiano (The Virginian)– serie TV, episodio 2x02 (1963)
- La legge del Far West (Temple Houston) – serie TV, episodio 1x04 (1963)

### Film o documentari dove appare James Bell
- The Case Against the 20% Federal Admissions Tax on Motion Picture Theatres
- The Titled Tenderfoot (Wild Bill Hickok (serie televisiva))
- Val Lewton: The Man in the Shadows